# Улица Телегина-Редятина
Теле́гина-Редя́тина — улица в Великом Новгороде. Расположена на Софийской стороне, в восточной части исторического Людина конца. Берёт начало от Троицкой и проходит до Большой Власьевской улицы. Протяжённость — 325 м.
Улица впервые упоминается под 6719 (1211) годом:
Том же лѣтѣ бесъ князя и без новъгородьць Новѣгородѣ бысть пожаръ великъ: загорѣся на Радятинѣ улици и съгорѣ дворовъ 4000 и 300, а церквии 15.
В древности Редятина была значительно длиннее и проходила с северной стороны церкви Троицы до реки Гзень. 9 января 1964 года улица была переименована в честь Героя Советского Союза Григория Телегина, погибшего при освобождении Новгорода и захороненного в братской могиле у Вечного огня славы в Новгородском кремле. 12 сентября 1991 года историческое название Редятина было возвращено. 3 сентября 1993 года Редятиной улице было присвоено двойное название Телегина-Редятина.
Застройка двусторонняя, одно-двухэтажная, частными домами, большая часть из которых деревянные. Движение одностороннее, в сторону Троицкой. В начале улицы на чётной стороне находится Троицкий раскоп.